# الجدول الزمني لحرب الخليج الثانية (اكتوبر 1990)
- 1 أكتوبر:

- الاردن يقرر حظر مرور الشاحنات المتجهة إلى السعودية ودول الخليج الأخرى عبر اراضيه في رد على ما اسماه بالمضايقات التي يتعرض لها سائقو الشاحنات الأردنية على الحدود مع السعودية.

- 2 أكتوبر:

- رأى مسؤول في اتحاد أوروبا الغربية لدى عودته من الخليج حيث كان يقوم بمهمة استطلاعية ان العراقيين قد يكونون قد زرعوا الغاما في منطقة وسط الخليج وفي مرفا الكويت.
- أرسلت مزيد من التعزيزات العسكرية إلى المملكة العربية السعودية ومنطقة الخليج
- دخلت حاملة الطائرات الأمريكية اندبندنس مياه الخليج واقتربت من اهدافها داخل العراق والكويت لتصبح أول حاملة طائرات تدخل الخليج في زمن الحرب

- 3 أكتوبر

- وصل الرئيس الفرنسي فرانسوا ميتران إلى أبو ظبي في زيارة مفاجأة لدولة الامارات العربية المتحدة يتبعها بزيارة إلى المملكة العربية السعودية. وذكر متحدث باسم قصر الاليزية بان ميتران سيجري مباحثات مع كبار المسؤولين في البلدين.. كما سيتفقد وحدة من قوة الاستطلاع العسكري الفرنسي المتواجدة في هذين البلدين، ويتفقد قطع الأسطول البحري العسكري الفرنسي في الخليج.
- قالت مصادر في اللجان الوطنية لانقاذ العراق ان صدام حسين سحب قوات الحرس الجمهوري كاملة من الكويت ووضعها في صفوان وجنوب البصرة

- 4 أكتوبر:

- أكد وزيرا الخارجية الأمريكي جيمس بيكر والسوفيتي إدوارد شيفردنادزه ان العالم لن يتسامج مع العدوان الذي شنه العراق ضد الكويت، ودعا الوزيران دول العالم قاطبة إلى تطبيق العقوبات ضد العراق حتى ينسحب من الكويت دون قيد أو شرط
- وصل يفكيني بريماكوف المستشار السياسي للرئيس السوفيتي ميخائيل جورباتشوف إلى بغداد في مهمة تتعلق أساسا بمحاولة إخراج المواطنين السوفيت من العراق. ويرى المراقبون ان ايفاد أحد اقرب معاوني الزعيم السوفيتي إلى بغداد لمحاولة تسهيل رحيل الرعايا السوفيت يعتبر مؤشرا على تدهور جديد للعلاقات بين العراق والاتحاد السوفيتي. واكد المبعوث السوفيتي لدى وصوله ضرورة ايجاد تسوية سلمية لازمة الخليج تفاديا للانزلاق نحو الانفجار العسكري

- 5 أكتوبر

- اعرب المسؤولون الإسرائيليون عن غضبهم لقيام الرئيس المصري حسني مبارك بكشف بعض اسرار الاتصالات السرية التي تمت بين الحكومة العراقية وإسرائيل. ولكن مستشارا سابقا للحكومة الإسرائيلية صرح لوكالة اسوشيتدبرس بأنه كانت هناك اتصالات مختلفة ورسائل متبادلة عبر وسطاء بين الحكومة العراقية وإسرائيل طول سنوات الحرب العراقية الإيرانية وان هذه الاتصالات والرسائل مستمرة حتى الآن.
- اكد زعيم معارض عراقي ان الحصار الاقتصادي المفروض على العراق حاليا كفيل باسقاط صدام حسين ودعا إلى عدم استخدام القوة وقال ان المحادثات التي تجري في دمشق بين فصائل المعارضة بهدف تشكيل جبهة موحدة ضد صدام حسين مستمرة.
- أعلن العراق انه سيشكو الامم المتحدة لدى محكمة العدل الدولية لاثبات عدم شرعية المقاطعة الجوية المفروضة عليه.
- أعلن مسؤولان كبيران في وزارتي الخارجية الأمريكية والسوفيتية أن عسكريين تابعين للامم المتحدة يبحثون حاليا تشكيل قيادة تابعة للامم المتحدة للقوة المتعددة الجنسيات في الخليج
- اجتمع مبعوث رفيع المستوى للرئيس السوفيتي ميخائيل جورباتشوف بالرئيس العراقي صدام حسين في بغداد في ثاني اجتماع على مستوى عال بين الجانبين منذ الغزو العراقي للكويت.
- ذكرت وكالة الأنباء العراقية أن يفكيني بريماكوف عضو مجلس الرئاسة السوفيتي سلم صدام حسين رسالة من جورباتشوف كما دون أي تفاصيل. ولم يتضمن النبأ المقتضب سوى أن صدام وبريماكوف ناقشا العلاقات الثنائية والتطورات الإقليمية وأكدا رغبتهما في السلام
- قال مسؤول سعودي رفيع المستوى لوكالة رويتر أن نحو 170 ألف سعودي تطوعوا للتدريب على تكتيكات حرب المدن حين سجل آلاف غيرهم للدفاع المدني. وقال المسؤول ان أعداد السعوديين الذين أعربوا عن استعدادهم لتسجيل فاقت كل التوقعات

- 6 أكتوبر

- صرح وزير الثقافة والاعلام العراقي لطيف نصيف جاسم بأن حرب العراق مع الولايات المتحدة يمكن أن تندلع في أي لحظة وأن بلاده سوف تستخدم كل الوسائل الممكنة للدفاع عن نفسها، وجدد الوزير العراقي في حديث لمجلة دير شبيجل الألمانية تهديد العراق بضرب حقول النفط في منطقة الشرق الأوسط بأكملها وقال: «ان لدينا القوة الكافية لتحويل المنطقة كلها إلى جحيم»
- السعودية تستدعى سفيرها لدى الأردن عقب استدعاء عمان سفيرها لدى الرياض تدهور العلاقات بين البلدين بعد عشرة أيام من قرار السعودية اغلاق مكاتب الملحق العسكري والملحق الثقافي والملحق العمالي في السفارة الأردنية.
- اتهم العراق الولايات المتحدة وحلفاءها الغربيين بمحاولة السيطرة على نفط الشرق الأوسط لفرض هيمنة امبريالية سياسية واقتصادية وعسكرية على العالم.. وفي كلمة أمام الجمعية العامة للأمم المتحدة قال العراق ان السبيل إلى تحقيق السلام والعدل هو علاج جميع قضايا الشرق الأوسط على قدم المساواة بما في ذلك فلسطين ولبنان والخليج.

- 7 أكتوبر

- أعلنت مصادر أمريكية ان الانتشار المكثف للقوات الأمريكية في الخليج سيكتمل في نهاية الأسبوع الحالي. وقالت ان القوة الحالية قادرة على الدفاع عن المملكة العربية السعودية ولكنها تحتاج إلى تعزيزات كبيرة لضمان نجاح هجوم محتمل لتحرير الكويت إلى جانب ذلك قال الرئيس الأمريكي جورج بوش ورئيسة الوزراء البريطانية مارجريت تاتشر أنهما يتوقعان أن ينسحب العراق من الكويت بدون حرب. وقال بوش أنه لا يعتقد أن العمل العسكري حتمي لانهاء احتلال الكويت
- توقعت دراسة حديثة صادرة عن الكونجرس الأمريكي أن نقصا شديدا في المواد الغذائية داخل العراق ستظهر نتائجه خلال شهري نوفمبر وديسمبر المقبلين بسبب الحظر الاقتصادي الدولي على العراق لغزوه الكويت منذ الثاني من أغسطس الماضي.

- 8 أكتوبر

- اشترط الرئيس الإيراني رحيل القوات الأجنبية من منطقة الخليج فور الجلاء عن الكويت وأكد أن أي علاقات ودية عميقة مع فرنسا تبقى مرهونة بتسوية الخلاف المالى نين البلدين.
- سرح الرئيس الإيراني في حديث نشرته صحيفة لوموند الباريسية أن بلاده سترفض أي تسوية لأزمة الخليج يقبل بموجبها الكويتيون التخلي عن جزيرة بوبيان للعراقين. وقال «لن نوافق قطعا على أي تعديل مهما كان بسيطا للحدود (....) وسنعمل بما لدينا من وسائل للحيلولة دون ذلك».

- 9 أكتوبر

- أشار تقرير لوحدة المعلومات الاستخبارية التابعة لمؤسسة الايكونوميست البريطانية أن الحل العسكري لأزمة الخليج لا يمكن تجنبه لأن العالم لن ينتظر طويلا حتى تجبر العقوبات الاقتصادية العراق على الانسحاب من الكويت. قال التقرير ان هناك احتمالا أن يصمد النظام العراقي للضغوط الاقتصادية الدولية لمدة ستة أشهر أخرى.
- أعلن في الرياض أن مجلس التعاون الخليجي سيضطر نتيجة لاستمرار أزمة الخليج إلى خفض مساعداتها الخاصة بالتنمية التي تقدمها للدول العربية الأخرى وزيادة الانفاق على الدفاع. وقال عبد الله القويز - المسؤول عن الشؤون الاقتصادية في الأمانة العامة أن الوضع في الخليج سيؤدي إلى «حشد التكاليف لجيوش قوية في دول مجلس التعاون الخليجي» وقال أن المستفيد الوحيد من الأزمة هي مصانع الأسلحة. وأضاف القويز أن الدول العربية الفقيرة ستقع ضحية الغزو العراقي للكويت خاصة أن دول مجلس التعاون الخليجي - وخصوصا الكويت - ستحتاج قريبا إلى مبالغ ضخمة لإعادة بناء الكويت
- قال الرئيس العراقي صدام حسين في خطاب تلاه مذيع في التلفزيون العراقي أن العراق ابتكر صاروخا جديدا يبلغ مداه مئات الكيلومترات واطلق الرئيس العراقي على هذا الصاروخ اسم «الحجارة.. والصاروخ الجديد» نسبة إلى الانتفاضة الفلسطينية. وطلب صدام من الإسرائليين مغادرة «ديار فلسطين» ومن القوات المتعددة الجنسسات المنتشرة في السعودية مغادرة «ارض المقدسات».

- 11 أكتوبر

- قال أحد المواطنين العرب لوكالة «فرانس برس» اثر وصوله إلى عمان ان السلطات العراقية نقلت المركز الحدودي الذي تشرف عليه مسافة ثمانين كيلو مترا داخل الأراضي الكويتية وتخضع المارين عليه للتفتيش. ويشمل خط التماس الجديد هذا أيضا جزيرتي بوبيان ووربة إضافة إلى امتداد حقل الرملية النفطي.
- دعا وزير الخارجية السعودي الأمير سعود الفيصل ألمانيا إلى تقديم مساعدة عسكرية لبلاده مشددا على ان مشاركة القوات المتعددة الجنسيات في الخليج ستكون مفيدة جدا في حين اعلنت ألمانيا انها لا تخطط لاى صفقات سلاح للمملكة العربية السعودية.
- رفض الرئيس حسني مبارك اقامة ربط بين المشكلة الفلسطينية وازمة الخليج.. معتبرا ان مثل هذه العلاقة تحول دون تسوية هاتين المشكلتين.
- دعا دوجلاس هيرد وزير الخارجية البريطاني التحالف الدولي المناهض لاحتلال العراق للكويت إلى النظر في استخدام القوة ضد الاحتلال إذا فشلت العقوبات في إخراج القوات العراقية من الكويت وذلك خلال الاسابيع القادمة. وقال «اننا لا يمكن ان نسمح للمعتدى الاحتفاظ بفريسته» وانه لا يمكن ان تكون هناك تسوية بدون انسحاب العراق من الكويت. وتوقع قائد عسكري بريطاني كبير ان تكون الحرب في حالة نشوبها قصيرة وسريعه.

- 12 أكتوبر

- قالت رئيسة الوزراء البريطانية انها تأمل ان تنجح العقوبات الاقتصادية على بغداد في ارغام العراق على الانسحاب من الكويت ولكن الخيار العسكري يظل قائما إذا اخفقت العقوبات في تحقيق هذا الغرض
- أعلن في جدة عن تأسيس هيئة اسلامية عالمية لنصرة القضية الكويتية تحمل اسم الهيئة العالمية للتضامن مع الكويت. وقال بيان صادر عن الهيئة انها ستتعاون مع جميع الجهات الرسمية والهيئات الشعبية من اجل تحرير الكويت ورفع الظلم وقهر الاحتلال الواقع على الشعب الكويتي.
- قال جياني ميكليس وزير خارجية إيطاليا في حديث نشر انه لا يمكن استبعاد قيام القوات المحتشدة في الخليج بتوجيه ضربة مسلحة لإخراج العراق من الكويت
- نشرت مجلة فرنسية ما وصفته بانه خطة لوزارة الدفاع الأمريكية البنتاجون لإخراج القوات العراقية من الكويت في هجوم يدوم أربعة أيام الشهر المقبل وذلك نقلا عن مساعد لوزير الدفاع الأمريكي ريتشارد شيني لم تذكر اسمه.. وقالت المجلة ان الهجوم سوف يبدأ في ليلة غير مقمرة في نوفمبر بهجوم تشنه طائرات ستيلث القاذفة الأمريكية ضد نظم دفاع رادارية وصاروخية. يبدأ الهجوم بضربات بالطيران والصواريخ لتدمير الطيران والمدرعات والمنشآت العراقية.. وفي المرحلة الاخيرة يتم انزال قوات أمريكية على السواحل الكويتية بينما تندفع قوات عربية نحو مدينة الكويت.
- هدد العراق بمنع الرعايا السوفيت من مغادرة العراق والكويت إذا كشفت موسكو للولايات المتحدة عن أي معلومات بشأن القدرات العسكرية للعراق.

- 13 أكتوبر

- بدأ في جدة المؤتمر الشعبي الكويتي والقى جابر الاحمد الصباح أمير دولة الكويت وولي عهده رئيس مجلس الوزراء سعد العبد الله الصباح كلمتيهما أمام المؤتمر حيث شدد الشيخ جابر على ضرورة استمرار المقاومة الشعبية حتى التحرير الكامل لاراضي الكويت. واعلن الشيخ سعد العبد الله العودة إلى دستور 62 الذي كانت تطالب به المعارضة وأعربت شخصيات في المعارضة الكويتية عن ارتياحها وسعادتها لذلك القرار.
- رفض وزير الدفاع الأمريكي التعقيب على الانباء المنشورة بشأن خطة عسكرية كبرى لإخراج العراق من الكويت. في حين قال جنود أمريكيون ان الوقت قد حان لقتال العراق الذي قالت الانباء الواردة انه شق طرقا جديدة بصحراء الكويت لمواجهة أي هجوم محتمل.

- 14 أكتوبر

- الرئيس الأمريكي جورج بوش يقول ان صدام يمكن ان يحاسب على الأعمال الوحشية في الكويت مذكرا بمحاكمات نورمبرغ.
- قال وزير الدفاع الأمريكي ريتشارد شيني أن أكثر من 200 ألف من جنود أسطول وأفراد السلاح الجوي الأمريكي موجودون حاليا في الخليج لمواجهة العراق وأكد أن هذا الحشد لم يتوقف. وأشارت أنباء صحفية في واشنطون أن الولايات المتحدة قررت تأجيل قرارها بشأن شن هجوم عسكري على العراق وانها بصدد مبادرات دبلوماسية جديدة. في الوقت الذي أكد قائد القوة البريطانية في الخليج أن قوات الحلفاء المتجمعة في الخليج قادرة على هزيمة أي هجوم عراقي. كما أعلن وزير الخارجية البريطاني أن الخيار الوحيد أمام صدام حسين يتمثل في أن يترك الكويت بمحض ارادته أو بقوة السلاح وأن أحدا لن ينتظره إلى الأبد.
- قال جون سنونو كبير موظفي البيت الأبيض أن الرئيس الأمريكي جورج بوش يفكر في أن يطلب من الأمم المتحدة ادانة العراق بسبب تخريب الكويت منذ غزوه لها في الثاني من أغسطس الماضي.
- أفادت الأنباء في جدة أن المقاومة الكويتية أسقطت طائرة عراقية مدنية وأوضحت أن الطائرة تحطمت في البحر. وذكرت أن اثنين من كبار الضباط العراقيين لقيا مصرعهما وأصيب ضابط ثالث في انفجار سيارة ملغومة في الكويت. -

- 15 أكتوبر

- قال وزير الخارجية السوفيتي ادوارد شيفرنادزة أن الاتحاد السوفيتي لن يرسل قوات للخليج دون موافقة البرلمان وكرر شيفارنادزة تصريحات سابقة بأن الكرملين لن يرسل قوات إلا في إطار قوة تابعة للأمم المتحدة. وقال ان الكرملين سوف يطلب عندئذ موافقة البرلمان.

- 16 أكتوبر

- أكد سفير الكويت في فرنسا أن مفاوضات تجرى في الأمم المتحدة لاصدار قرار يقضى باستخدام القوة ضد العدوان العراقي بقيادة سوفيتية أمريكية مشتركة.
- رفض وزير الخارجية الأمريكي فكرة انسحاب العراق جزئيا من الكويت. كما شبه الرئيس الأمريكي جرائم صدام حسين في الكويت بجرائم النازي هتلر. وقال «لقد عاد هتلر من جديد». في حين حذر وزير الدفاع الأمريكي بغداد وأكد أن قوات بلاده باقية في المنطقة لتعطى العقوبات الدولية فرصة لشل الاقتصاد العراقي. وقال ان الحل العسكري وارد
- كشف الملك حسين ملك الأردن النقاب عن أن الرئيس العراقي صدام حسين أبلغه أنه قرر في أواخر يوليو الماضي القيام بعمل عسكري، وقد قرر أيضا الاستيلاء على كل الكويت بدلا من المنطقة المتنازع عليها فقط لأنه توقع ألا ترد الولايات المتحدة عسكريا. وقد كان يرى أنه سيكون بذلك في موقف أقوى يتيح للعراق الاحتفاظ بالمنطقة المتنازع عليها في حالة انسحابه من الكويت. وقال في حديث لصحيفة نيويورك تايمز الأمريكية ان صدام وافق في أغسطس على الانسحاب من الكويت إذا لم تنتقده الجامعة العربية، لكن ادانة الجامعة قضت على الاتفاق
- خرق طائرتين عسكريتين مجهولتين قادمتين من السعودية المجال الجوي العراقي.
- قسمت خريطة جديدة للعراق والكويت إلى قسمين مما ترك المحللون يتسائلون عما إذا كانت بغداد تعتزم الاحتفاظ بقطعة منها.

- 17 أكتوبر

- أكد خافيير بيريز دي كوييار السكرتير العام للأمم المتحدة أن استخدام القوة العسكرية ضد العراق سيكون تصرفا قانونيا إذا ما قرره مجلس الأمن. وقال انه لا يرى تحركا يذكر في اتجاه حل سلمي لأزمة الخليج. وفي نفس الوقت أكد العراق أن موقفه لم يتغير من ضم الكويت. بينما ذكرت تقارير في واشنطن أن الشكوك أخذت تتزايد حول فعالية الحظر الاقتصادي الذي فرضته الأمم المتحدة ضد العراق.
- أنباء أن مصر سترسل طائرات حربية لأول مرة إلى منطقة الخليع للمشاركة مع القوات المتعددة الجنسيات.
- 18 أكتوبر
- موسكو غير مستعدة لقبول حل وسط بشأن انسحاب القوات العراقية من الكويت.
- واشنطن ترفض استبعاد تحرك عسكري من جانب واحد ضد العراق، تدعو إلى القيام بحملة كبيرة ضد مبيعات الأسلحة لدول الشرق الأوسط، خاصة العراق، بعد حل أزمة الخليج.
- اتفق الأعضاء الدائمون في مجلس الأمن على قرار جديد بشأن هذه الأزمة. ويقضى باجازة دفع تعويضات للدول التي عانت نتيجة لغزو العراق لدولة الكويت.
- الصحف العراقية: العراق لن ينسحب من الكويت ودعوة المجتمع الدولي إلى الاعتراف بأن الكويت ملك للعراق.
- العراق يعرض بيع نفطه بسعر 21 دولارا للبرميل.
- العراق يحتج لدى سفارة السعودية في بغداد اثر خرق طائرتين عسكريتين مجهولتين قادمتين من السعودية المجال الجوي العراقي يوم 16 أكتوبر.

- 19 أكتوبر

- الرئيس الأمريكي جورج بوش: ليس هناك تسوية ممكنة مع العراق في أزمة الخليج. وقال انه مصمم على ألا يكافأ عدوان صدام حسين بأية تسوية.
- تبدأ تطبيق نظام الحصص لتوزيع البنزين وزيوت التشحيم في العراق.
- حذرت بريطانيا العراق من أن المجتمع الدولي سوف يستخدم القوة لارغامه على الانسحاب من الكويت إذا فشلت الوسائل السلمية. ودوجلاس هيرد وزير الخارجية البريطاني: لا مجال هناك لحل وسط من شأنه احتفاظ صدام حسين بجزء من الكويت أو بقائه في وضع متميز في الكويت.
- وكالة الأنباء الألمانية: الرئيس العراقي صدام حسين أمر بوضع خرائط جديدة تظهر الكويت المقسمة ويبدو فيها الجزء الشمالي كجزء من محافظة البصرة العراقية الجنوبية.
- القوات العراقية بدأت بالفعل في نصب الحوائط الأسمنتية والأسلاك الشائكة التي تقسم ما سمي في البداية بالمحافظة التاسعة عشر إلى قسمين غير متساويين، الجزء الأصغر يمتد في قطاع في الشمال ويتضمن حقل بترول الرميلة وجزيرتي بوبيان ووربة في حين يضم الجزء الأكبر مدينة الكويت والأجزاء الجنوبية من الكويت.

- 20 أكتوبر

- أعلنت وزارة الدفاع الأمريكية، البنتاجون أنها تعتزم نقل مئات من الدبابات الحديثة الموجودة في مخازنها في أوروبا إلى السعودية لتعزيز القوات الأمريكية التي تقف في مواجهة القوات العراقية في الكويت.
- أكدت صحيفة «القادسية» الناطقة باسم الجيش العراقي أن العراق لن يكتفى في حال وقوع مواجهة مسلحة «بتغيير خارطة المنطقة وانما ستغير المعارك خارطة العالم» بعد أن تخرج منها الولايات المتحدة.
- قالت مصادر عسكرية فرنسية أن قوات فرنسية ستنسحب من مواقعها الصحراوية على خط المواجهة في شمال شرق السعودية لتحل محلها القوات المصرية التي وصلت حديثا. وأضافت أن الانسحاب 20 كيلومترا سوف يتم تلبية لطلب السلطات السعودية التي تريد أن تكون قوات عربية في خطوط الجبهة المواجهة للقوات العراقية.
- أعلن العراق أن الحصار الاقتصادي الذي فرضته عليه الأمم المتحدة برا وبحرا وجوا قد فشل. في نفس الوقت اتصطف طوابير طويلة من السيارات أمام محطات التزود بالوقود أملا في الحصول على أكبر قدر من البنزين وزيت المحركات قبل البدء في نفيذ قرار التقنين الذي شملهما.
- وكالة الأنباء العراقية تطلق لقب معركة المعارك على الصدام المتوقع مع القوات المتعددة الجنسيات المحتشدة في المملكة العربية السعودية ودول الخليج العربي.

- 21 أكتوبر

- قال العاهل الأردني أن بلاده تنزلق صوب كارثة في أزمة الخليج وأنها لقيت معاملة سيئة من المجتمع الدولي. كما أعرب ولي العهد عن شعوره بالإحباط بسبب أسلوب معاملة الأردن.
- أصدرت الحكومة الأردنية تعليماتها بعدم السماح بشحن الأدوية إلى العراق وذلك في إطار الحظر التجاري الذي فرضته الأمم المتحدة على العراق أثر احتلاله للكويت.
- صحيفة «واشنطن بوست»: القوات العراقية تتدرب حاليا قرب بغداد على كيفية تشغيل صواريخ أمريكية متطورة مضادة للطائرات من طراز «هوك» وأجهزة رادار أستولت عليها بعد غزوها للكويت. نقلت الصحيفة عن مسؤولين أمريكيين وخبراء بالحكومة لم تذكر أسماءهم أن العراق استولى على نحو 150 من تلك الصواريخ التي يمكن إذا استخدمتها أيد فنية مدربة تدريبا جيدا أن تشكل تهديدا مهما لطائرات القوات الأمريكية وطائرات القوات المتحالفة معها في منطقة الخليج.

- 22 أكتوبر

- عرض الرئيس العراقي اطلاق سراح جميع الرعايا الفرنسيين الذين يحتجزهم كرهائن منذ بدايات أزمة الخليج الناشئة عن غزوه للكويت. إلا أن فرنسا رفضت الدخول في محادثات مع العراق بشأن رهائنها ودعت إلى الإفراج غير المشروط عن كل الرعايا الأجانب
- أشارت مصادر وزارة الدفاع الأمريكية (البنتاجون) إلى الأنباء التي نشرت عن انسحاب القوات العراقية من معظم أنحاء الكويت وتجمعها عند سياج الأسلاك الشائكة شمالا يمكن أن تكون صحيحة نظرا لأن هذه القوات تغير مواقعها باستمرار داخل الكويت. وفي الوقت نفسه أشارت التقارير إلى اقتراب الموسم الأمثل للحرب في المنطقة بعد انحسار موجة الحر في المملكة العربية السعودية التي وصل إليها رئيس الأركان الفرنسي لتفقد قواته.

- 23 أكتوبر

- اتهم الرئيس الأمريكي جورج بوش لأول مرة الرئيس العراقي بارتكاب «جرائم ضد الانسانية» وأكد أنه لا توجد أي تسوية ممكنة مع بغداد في أزمة الخليج.
- أكدت السعودية مجددا مطالبتها بانسحاب فوري وغير مشروط للقوات العراقية من الكويت وقال الأمير سلطان بن عبد العزيز وزير الدفاع السعودي أن تصريحات أدلى بها بشأن أزمة الخليج قد أسيء تفسيرها.
- أعلنت وزارة الدفاع الأمريكية، البنتاجون، أنها ستتخذ قرارها حول احتمال إرسال تعزيرات للقوات الأمريكية في السعودية التي يبلغ عددها حاليا 210 آلاف جندي، لتتحول من قوات دفاعية إلى هجومية.
- أكد أكد رئيس أركان الجيوش الأمريكية الجنرال كولين باول في مقر قيادة القوات الأمريكية في السعودية أن لا مؤشر يؤكد معلومات أفادت عن انسحاب جزئي للقوات العراقية من الكويت.
- قال السيناتور الأمريكي ريتشارد لوجار ان الولايات المتحدة «قريبة جدا من القتال» في الخليج وان التطورات الأخيرة يجب أن لا يساء تفسيرها بأنها تدل على أن السلام قريب وقال «اننا في الحقيقة نتجه نحو الحرب».

- 24 أكتوبر

- أكد رئيس لجنة شؤون الدفاع في الجمعية الوطنية الفرنسية جان ميشيل بوشرون العائد من رحلة استطلاعية في الخليج أن الرئيس العراقي نشر قواته الخاصة «وفي شكل خاص حرسه الشخصي والوحدات المصفحة» في خط دفاعي ثان على طول الحدود الكويتية - السعودية والعراقية - السعودية. واستنادا إلى بوشرون فان العراق ينشر على الحدود وداخل الكويت «في شكل أساسي قوات المشاة وربما القوات الأقل تدريبا «تجهيزا». واعتبر النائب الفرنسي أن نشر الوحدات الخاصة في الخط الثاني هدفه التدخل للمساندة إذا دعت الحاجة.

- 25 أكتوبر

- قال مدير المخابرات المركزية الأمريكية أنه توجد علامات على السخط داخل القوات المسلحة العراقية ضد الرئيس العراقي.
- أكد وزيرا الخارجية والدفاع الأمريكيان جيمس بيكر وديك تشيني أمام الكونجرس أن محاولة النظام العراقي احداث شق في الإجماع الدولي عن طريق استغلال الرهائن الغربيين محاولة مكشوفة ولن يكتب لها النجاح.
- أكدت فرنسا أن افراج السلطات العراقية عن رهائنها لن يؤثر على موقفها المعارض للغزو العراقي
- أعلنت واشنطن أنها قد تعزز قواتها المحتشدة في الخليج بنحو 100,000 جندي آخرين وبوحدات مدرعه، في الوقت الذي نقلت فيه أنباء صحفية عن الرئيس الفرنسي فرنسوا ميتران قوله ان مسؤولين أمريكيين ابلغوه باعتزامهم القيام بعمل عسكري ضد العراق في موعد غايته الخامس من نوفمبر القادم.
- في مقابلة تلفزيونية قال ديك شيني: ان الرئيس العراقي صدام حسين قد يستخدم قواته المسلحة التي تضم نحو مليون جندي قبل أن تصاب بالشلل بسبب العقوبات الدولية المفروضة على العراق.
- يفكيني بريماكوف مستشار الرئيس السوفيتي يبدأ جولة لبحث حل الأزمة. ويفشل في مهمته السلمية بعد اصرار القيادة العراقية على موقفها.
- الولايات المتحدة بدأت مشاورات جديدة مع عدد من أعضاء مجلس الأمن الدولي حول مشروع قرار في شأن أزمة الخليج. ويتضمن مشروع القرار الذي اتفقت عليه الدول الخمس دائمة العضوية في مجلس الأمن «الصين والولايات المتحدة والاتحاد السوفيتي وفرنسا وبريطانيا» ثلاثة أجزاء انسانية ومالية ودبلوماسية. يطلب مشروع القرار التوقف عن ابعاد الكويتيين عن أرضهم ومصادرة أموالهم وممتلكاتهم والقيام بنهب منتظم للكويت وكذلك امداد الدبلوماسيين الموجودين في الكويت بالماء والطعام. وينص المشروع على أن يكون في وسع الدول والأشخاص مطالبة العراق بأموالهم المصادرة أو الحصول على تعويضات مالية لكل الخسائر التي لحقت بهم بعد اجتياح الكويت

- 26 أكتوبر

- أعلن مسؤولون في الإدارة الأمريكية طلبوا عدم كشف هويتهم أن العراق فخخ مصافي النفط الأربع في الكويت بمتفجرات كافية لتدمير طاقة التكرير الكويتية بكاملها. وقالت المصادر ان العراق وضع متفجرات أيضا في منشآت نفطية كويتية أخرى كالآبار ومحطات الضخ ومراكز معالجة النفط الخام والمصبات النفطية.

- 27 أكتوبر

- أخر الاتحاد السوفيتي اقتراح مجلس الأمن على مشروع قرار ضد العراق في أخر لحظة لأسباب غير معروفة وأدى ذلك إلى اثارة تكهنات بأن موسكو تريد انتظار نتائج جهود السلام التي يقوم بها في الخليج المبعوث السوفيتي يفجيني بريماكوف.
- حذر الرئيس السوفيتي ميخائيل جورباتشوف الرئيس العراقي من تفسير الموقف السوفيتي الرامي إلى إيجاد تسوية سلمية للنزاع في الخليج على أنه علامة ضعف أو تردد ازاء العدوان. وقال ان صدام يخطى، خطأ فاجعا إذا ظن أن أفعاله ستشعل التوترات بين الشرق والغرب أو أنها ستفكك التحالف الدولي الرافض للتهاون مع العدوان.
- أعلن البيت الأبيض أن الرئيس الأمريكي جورج بوش كلف وزير خارجيته جيمس بيكر زيارة المملكة العربية السعودية في مطلع شهر نوفمبر القادم وذلك لبحث «مجموعه كبيرة» من الموضوعات ومن بينها الخيارات العسكرية.

- 28 أكتوبر

- أكد الرئيس الفرنسي فرنسوا ميتران مجددا نفيه القاطع وجود أي نوع من الاتصالات السرية أو غير الرسمية مع العراق بشأن إطلاق سراح الرهائن الفرنسيين. ونفى بشدة أن تكون حكومته قد أجرت اتصالات مع العراق لحل الأزمة سلميا.
- قال الرئيس الأمريكي جورج بوش أن الرئيس العراقي صدام حسين بدأ يدرك أن القوات التي تواجهه «جادة جدا» وان هذا يعزز فرص ايجاد حل سلمي لأزمة الخليج. وقال انه ليس هناك شئ للتفاوض سوى قبول قرارات مجلس الأمن التي تطالب بالانسحاب العراقي من الكويت. وفي نفس الوقت حذر قائد القوات الأمريكية في الخليج من أن الحرب إذا اندلعت قد تستمر فترة طويلة جدا وتؤدي إلى مصرع عدد هائل من الناس.
- نقل المبعوث السوفيتي يفيجيني بريماكوف رسالة شفهية من الرئيس السوفيتي ميخائيل جورباتشوف إلى الرئيس العراقي صدام حسين تتعلق بأزمة الخليج.

- 29 أكتوبر

- حمل مجلس الأمن الدولي العراق المسؤولية الكاملة عن الأضرار الناتجة عن غزوه للكويت وعن نشوب حرب وأقر مبدأ التعويضات للدول والأفراد المتضررين وأدان المجلس التجاوزات العراقية ضد المدنيين في الكويت واحتجاز الرهائن وتدمير الممتلكات وهدد المجلس العراق باتخاذ تدابير جديدة ضده في حالة عدم انصياعه لكافة قرارات المجلس. وقال مسؤولون أمريكيون ان هذا يفتح الباب أمام الخيار العسكري.
- حمل المجلس الوزاري لمجلس التعاون لدول الخليج العربية النظام العراقي مسؤولية الوضع المتوتر والخطير السائد في منطقة الخليج.
- قال أطباء عسكريون أمريكيون ان هجوما عراقيا بالأسلحة الكيماوية سيؤدي إلى سفوط قتلى وجرحى بين القوات الأمريكية والقوات المتحالفة معها والمدنيين أقل كثيرا من الخسائر البشرية التي تكبدتها إيران في الحرب العراقية/ الإيرانية. وقال طبيب بالمعهد الطبي للدفاع الكيماوي التابع للجيش الأمريكي ان القوات المرابطة بالسعودية وقوامها 350,000 جندي أفضل تجهيزا ضد الأسلحة الكيماوية وتحظى بخدمات طبية أكثر مما كان لدى إيران.
- أفادت وكالة الأنباء العراقية أن الرئيس العراقي ترأس اجتماعا للقيادة العامة للقوات المسلحة العراقية. وأضافت الوكالة أن وزيرا الدفاع والصناعة والتصنيع العسكري حضرا الاجتماع.
- أكد الرئيس الأمريكي جورج بوش في بيرل هاربور أن الولايات المتحدة لا تسسعى إلى الحرب في الخليج ولكنها مصممة أكثر من أي وقت مضى على التوصل إلى الانسحاب العراقي من الكويت
- أشارت رئيسة الوزراء البريطانية مارجريت تاتشر إلى أنه قد يستمر فرض العقوبات عل العراق حتى بعد انسحابه من الكويت لمنع الرئيس العراقي من استخدام السلاح لكيميائي.

- 30 أكتوبر

- أفادت أنباء بغداد أن الرئيس العراقي عقد اجتماعا طارئا للقيادة العسكرية وطالبها بالاستعداد لخوض معارك داخل المدن في الكويت خلال الأيام القادمة. وأكد الرئيس الأمريكي جورج بوش أن الولايات المتحدة تفضل حلا سلميا لأزمة الخليج ولكنها لن تتردد في توجيه ضربة عسكرية. وذكرت تقارير أمريكية أن واشنطون تعتزم إجراء محادثات بشأن احتمال استخدام القوة ضد القوات العراقية في الكويت. وأضافت بأن اجتماعات بهذا الشأن ستعقد خلال أسبوع بين مسؤولين أمريكيين وحكومات أوروبية وعربية. إلى جانب ذلك عقدت اللجنة العسكرية التابعة للأمم المتحدة اجتماعا على أرفع مستوى منذ انشائها خصص لبحث الوضع في الخليج.
- قال الأمين العام لمجلس التعاون الخليجي عبد الله يعقوب بشارة أن هناك حاليا قناعة عامة بأنه ليس هناك حل آخر لإنهاء أزمة الخليج سوى استخدام القوة لدفع صدام حسين إلى ترك الكويت.
- كشفت صحيفة كورير النمساوية النقاب عن أن الرئيس العراقي رفض عرضا من الرئيس السوفيتي ميخائيل جورباتشوف للتوصل إلى تسوية سلمية لأزمة الخليج تقضى بانسحاب العراق من دولة الكويت المحتلة ومنح العراق ضمانات أكيدة بأنه لن يتعرض لأي ضربة عسكرية طوال فترة المفاوضات التي ستلي الانسحاب لحل مختلف المسائل المعلقة بين العراق والكويت.
- مجلس الأمن يصدر القرار 674 يهدد فيه باتخاذ اجراءات جديدة ضد العراق.